# Aalborg Zoo

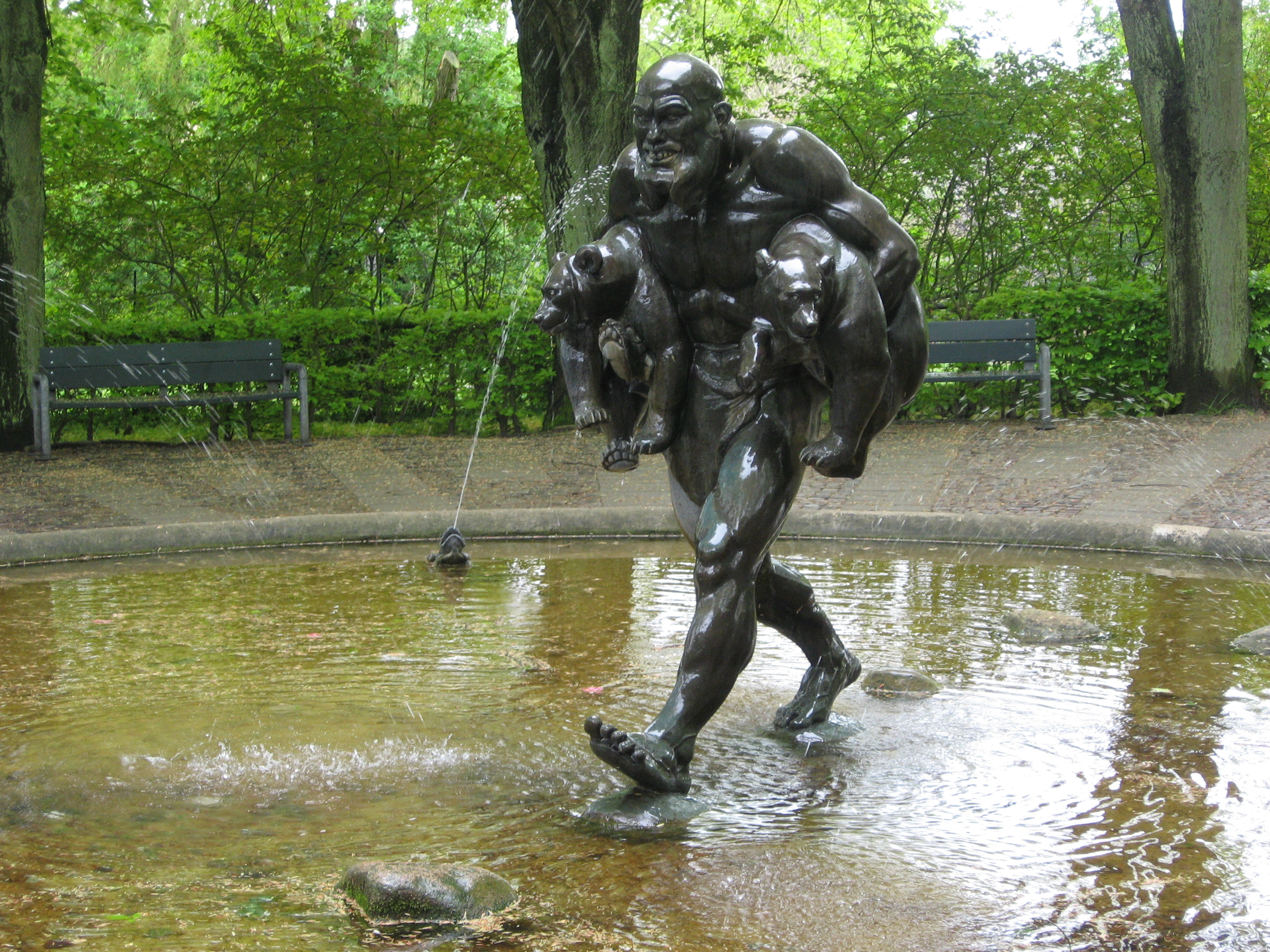
Det gode kup, gemaakt door C.J. Bonnesen.

Aalborg Zoo is een dierentuin in Aalborg, Denemarken. De dierentuin haalt per jaar een gemiddelde van 375.000 gasten. Het park beslaat 8,5 hectare en bezit meer dan 1200 dieren verspreid over ongeveer 138 diersoorten. Buiten deze diersoorten heeft het park ook een Afrikaans dorp, waarnaast soms optredens worden gehouden. In het park werken ongeveer 55 werknemers.
Sinds 2007 wordt ook het amusementspark Karolinelund, opgekocht door de gemeente Aalborg gemanaged door Aalborg Zoo.
Voor de ingang staat het beeld genaamd Det gode kup (De goede deal) uit 1925. Het beeld is gemaakt door artiest C.J. Bonnesen en is gedoneerd aan de dierentuin door Urban brewery.

## Doelen
Het hoofddoel van Aalborg Zoo is natuurbehoud. Aalborg Zoo doet mee aan internationale fokprogramma's, onderzoek, educatie en behoud van de diersoorten. Ook steunt de dierentuin meerdere dingen waaronder Fair Trade en de Payamino Indianen om zo 60,000 hectare aan bedreigd regenwoud in Ecuador te beschermen.

## Diersoorten
Het park bezit ongeveer 138 diersoorten. Hieronder staat een onvolledige lijst van dieren.

### Zoogdieren
- IJsbeer
- Siberische tijger
- Borneose orang-oetan
- Kleine panda
- Afrikaanse olifant
- Ringstaartmaki
- Keizertamarin
- Goudhaas
- Zesbandgordeldier
- Mantelbaviaan
- Bruine beer
- Chimpansee
- Dwergnijlpaard
- Colombiaanse slingeraap
- Rothschildgiraffe
- Grijze reuzenkangoeroe
- Kameel
- Capibara
- Bruine kapucijnaap
- Grote koedoe
- Perzische panter
- Afrikaanse leeuw
- Gouden leeuwaapje
- Mara
- Groene meerkat
- Reuzenmiereneter
- Algazel
- Rode neusbeer
- Rendier
- Manenrob
- Stokstaartje
- Beverrat
- Laaglandtapir
- Springtamarin
- Vicuña
- Knobbelzwijn
- Afrikaanse wilde hond
- Grévyzebra

### Amfibieën en reptielen
- Agapad
- Pijlgifkikkers
- Amerikaanse alligator
- Luipaardgekko
- Jemenkameleon
- Gewone koningsslang
- Netpython

### Vissen
- Zilveren arowana

### Vogels
- Regenbooglori
- Roodbekwever
- Flamingo
- Struisvogel
- Reuzentoekan
- Humboldtpinguïn